# GI (軍隊)

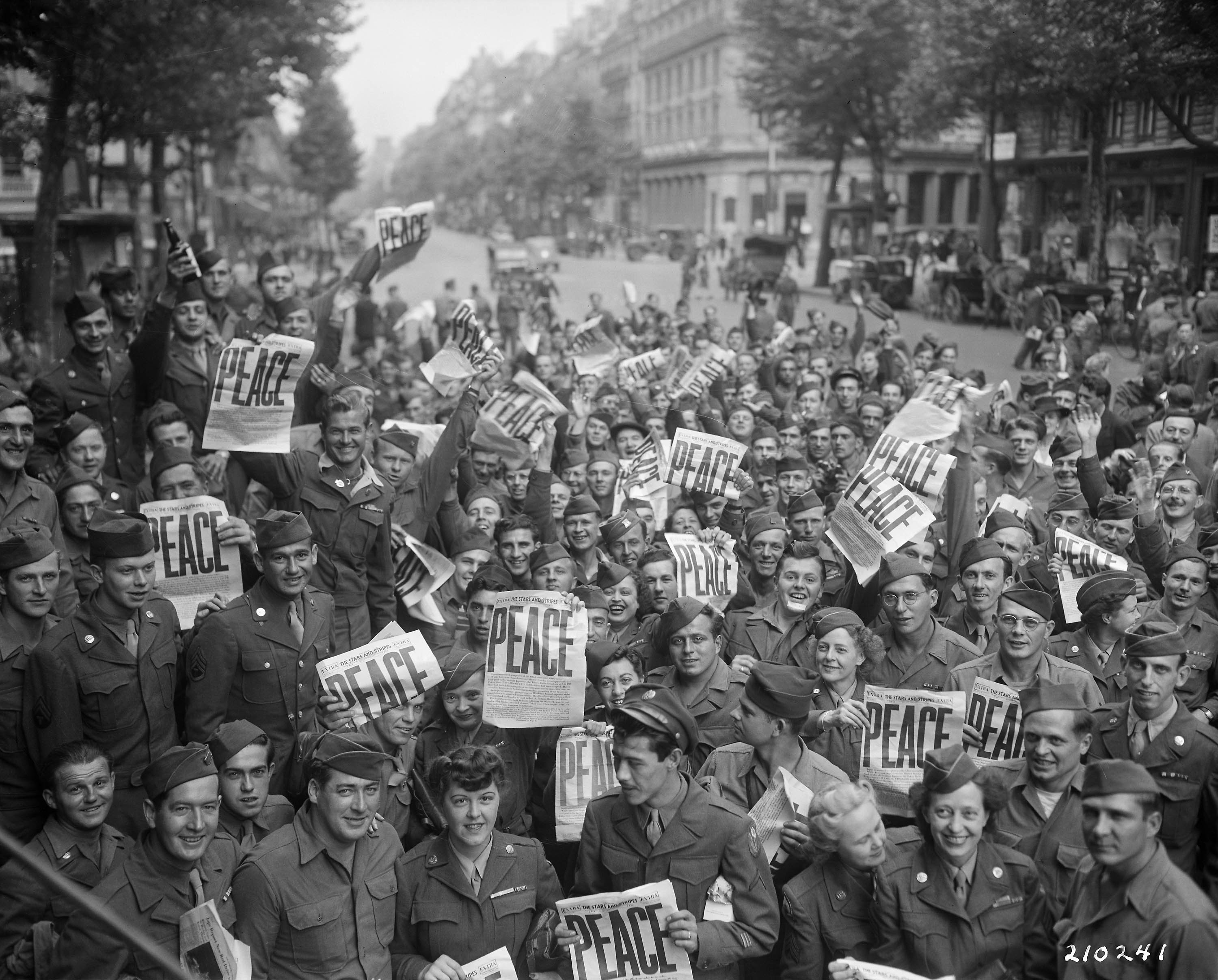
パリにて日本の降伏を祝うアメリカ兵ら（1945年）

G.I.は、「アメリカ兵」を意味する俗語である。G.I.ジョー（G.I. Joe）で男性の下士官兵を指し、女性兵士の場合はG.I.ジェーン（G.I. Jane）という表現が使われる。そのほか、戦争花嫁を指すG.I.ブライド（G.I. bride）、従軍牧師を指すG.I.ジーザス（G.I. Jesus）などの用例も見られる。

## 概要
G.I.は、しばしばGarrison issue（駐屯地支給品）、Government issue（官給品）、General infantry（一般歩兵）などの略語と解釈される。しかし、アメリカ軍における用語としては、Galvanized Iron（亜鉛めっき鉄板）を意味する略語として20世紀初頭に導入されたのが始まりで、当時はゴミ箱やバケツへのスタンプとして使用されていた。
第一次世界大戦中、アメリカ兵らは砲爆弾をバケツに例え、ドイツ軍による激しい砲爆撃をG.I.缶（G.I. cans）、あるいは単にG.I.と称した。その後、G.I.にGeneral Issue（一般支給品、一般的な厄介事）という解釈が加わり、兵士らは自嘲を込めて、例えばG.I.シューズ（G.I. shoes）、G.I.ソープ（G.I. soap）、G.I.ブラシ（G.I. brushes）といったように、身の回りのあらゆる品をG.I.と称するようになった。Government issue（官給品）という解釈もこの時期から語られ始め、陸軍に関連するあらゆるものがG.I.と称されるようになった。
アメリカ兵自体を指してG.I.という略語が使われるようになったのは、第一次世界大戦中から戦間期にかけてのことと言われているが、1935年に下士官兵を意味する略語として使用されたのが、記録にあるうちでは最も古い例である。また、使われ始めた頃には侮蔑的な意味合いも強かったとされ、ダグラス・マッカーサー将軍は、主治医だったロジャー・O・エグバーグ大佐が何気なく部下をG.I.と称したことに激怒し、「二度と私の前でその言葉を使うな。G.I.とはGeneral Issueという意味だろう。彼らを兵士（soldiers）と呼びたまえ」と述べたと伝えられている。
G.I.ジョー（G.I. Joe）という表現は、ありふれた男性名である「ジョー」とG.I.を組み合わせることで、「ごく普通のアメリカ兵」を意味している。雑誌『Our Army』の1935年10月号にて初めて使用され、雑誌『Yank, the Army Weekly』でデイブ・ブレガーの漫画『G.I. Joe』の連載が始まった1942年頃から広く使われるようになった。
いずれにせよ、第二次世界大戦中には多くの兵士がG.I.を自称し、「アメリカ兵」という意味で広く普及した。この言葉に「自らも大量調達された官給品の1つである」という自嘲を込める者もあった。